# Campeonato Paranaense de Futebol de 1949
O Campeonato Paranaense de 1949 foi a 35° edição do campeonato estadual, com o campeão sendo o Atlético Paranaense, numa campanha que resultou em sua alcunha até os dias atuais: Furacão. O vice foi o Ferroviário e Neno foi o primeiro jogador há se tornar artilheiro por duas equipes: Coritiba Foot Ball Club e em 1949 pelo Atlético Paranaense.

## Participantes
| Equipe                             | Cidade   | Região                           | Classificado por | Estádio                           | Capacidade | Títulos                                     | Participações |
| ---------------------------------- | -------- | -------------------------------- | ---------------- | --------------------------------- | ---------- | ------------------------------------------- | ------------- |
| Esporte Clube Água Verde           | Curitiba | Região Metropolitana de Curitiba | Sétimo Lugar     | --                                | --         | 0 (não possui)                              | 8             |
| Britânia Sport Club                | Curitiba | Região Metropolitana de Curitiba | Quinto Lugar     | --                                | --         | 6 (1918, 1919,1920,1921,1922,1923)          | 22            |
| Sociedade Esportiva Palmeiras      | Curitiba | Região Metropolitana de Curitiba | Quarto Lugar     | --                                | --         | 3 (1924, 1926, 1932)                        | 16            |
| Ferroviário                        | Curitiba | Região Metropolitana de Curitiba | Campeão          | Estádio Durival Britto e Silva    | --         | 4 (1937, 1938, 1944, 1948)                  | 10            |
| Coritiba Foot Ball Club            | Curitiba | Região Metropolitana de Curitiba | Terceiro Lugar   | Estádio Belfort Duarte            | --         | 10 (último em 1947)                         | 27            |
| Clube Atlético Paranaense          | Curitiba | Região Metropolitana de Curitiba | Vice Campeão     | Estádio Joaquim Américo           | --         | 8 (1925, 1926, 1930,1934, 1936, 1940, 1945) | 17            |
| Sociedade Educação Física Juventus | Curitiba | Região Metropolitana de Curitiba | Sexto Lugar      | Estádio Franklin Delano Roosevelt | --         | 0 (não possui)                              | 7             |

## Regulamento
Disputado em turno e returno por pontos corridos. 

## Campanha
Em 1949 o Clube Atlético Paranaense conseguiu 11 vitórias consecutivas (perdendo apenas para o Ferroviário na última rodada da 1ª fase) e sagrou-se campeão paranaense

### Classificação
| Pos | Clube       | Pts | J  | V  | E | D  | GP | GC | SG  |
| --- | ----------- | --- | -- | -- | - | -- | -- | -- | --- |
| 1   | Atlético    | 22  | 12 | 11 | 0 | 1  | 49 | 19 | 30  |
| 2   | Ferroviário | 17  | 12 | 6  | 5 | 1  | 41 | 22 | 19  |
| 3   | Agua Verde  | 13  | 12 | 6  | 2 | 4  | 30 | 26 | 4   |
| 4   | Coritiba    | 7   | 12 | 6  | 1 | 5  | 40 | 27 | 13  |
| 5   | Palmeiras   | 7   | 12 | 3  | 1 | 8  | 18 | 34 | -16 |
| 6   | América     | 7   | 12 | 3  | 1 | 8  | 18 | 38 | -20 |
| 7   | América     | 4   | 12 | 2  | 0 | 10 | 14 | 44 | -30 |

## Campeão
| Campeão Paranaense de 1949          |
| ----------------------------------- |
| Clube Atlético Paranaense 9° Título |